# Perfect Dark
Perfect Dark è uno sparatutto in prima persona pubblicato nel 2000 dalla Rare per Nintendo 64, capostipite della serie omonima. Nel 2010 il gioco è stato pubblicato su Xbox Live Arcade con la grafica migliorata e altre impostazioni che sfruttano Xbox Live. Nel 2015 è stato distribuito nella raccolta Rare Replay per Xbox One. Nel 2020 è stato annunciato un reboot, a cura di The Initiative.

## Trama
Anno 2020. Joanna Dark, agente segreto della Carrington Institute, deve indagare all'interno della dataDayne, e raggiungere il laboratorio nel quale si trova il dr. Carroll, che ha informazioni sulla dataDayne. Una volta salvato il dottore, che scopre essere un automa, deve subire la vendetta della dataDayne, che ha rapito il Dr. Carrington e lo tiene in ostaggio nella sua stessa villa. La dataDayne lascia libero Carrington, riprendendosi però il dr. Carroll. Questi era però riuscito a rivelare a Carrington che la dataDayne avrebbe tenuto una riunione con altre persone. Jo raggiunge il luogo, e spiandoli scopre che uno di loro, Mr. Trent, aveva chiesto al Presidente degli Stati Uniti, invano, un permesso per usare il Pelagic II, un sottomarino del governo statunitense, per scopi propri. Per riuscirci, decide di introdursi nell'Air Force One e ucciderlo.
Joanna deve partire a salvare il Presidente, ma prima deve correre alla volta dell'Area 51, in Nevada, dove riesce a recuperare Elvis, un alieno Maian, precipitato con l'UFO mentre scortava l'ambasciatore, ed unico superstite dell'incidente. I maian erano stati chiamati dallo stesso Carrington. Joanna, grazie all'aiuto di Elvis, salva il Presidente dall'attentato. La dataDayne ruba il sottomarino, il Pelagic II, e raggiunge gli abissi dell'oceano, dove rinvengono un'antica astronave aliena, non dei Maian, bensì degli Skedar, i quali collaborano con la dataDayne.
Jo ed Elvis distruggono l'astronave, e questo suscita le ire degli Skedar e della dataDayne, che immediata invade il Carrington Institute, riuscendo a rapire Joanna. L'agente Dark viene imprigionata assieme a Cassandra De Vries, proprietaria della dataDayne, che è stata processata dagli Skedar.
Intanto Elvis raggiunge Joanna, mentre Cassandra verrà uccisa, e i due riescono a prendere il controllo della nave. Elvis riesce a scoprire la rotta per la patria Skedar, che fino ad allora era sconosciuta. I due la raggiungono e Joanna uccide il loro capo, mettendo così fine alla loro civiltà e alla guerra tra Skedar e Maian.

## Modalità di gioco
Il gioco presenta una mappa di base, l'Istituto Carrington, che permette di accedere alle missioni oppure di esplorare l'edificio, interagire con i personaggi al suo interno o visitare le stanze di addestramento.
Il gioco si compone di nove missioni principali suddivise in diciassette livelli, che compongono la modalità storia, e quattro livelli speciali. Ogni missione potrà essere affrontata in uno dei tre livelli di difficoltà disponibili, ovvero facile (Agente), media (Agente Speciale) o difficile (Agente Perfect). Per completare le missioni del gioco il giocatore dovrà completare una serie di obiettivi, che richiederanno ad esempio di recuperare un determinato oggetto, raggiungere una posizione specifica o di scortare un altro personaggio lungo la missione. I livelli di difficoltà più alti, oltre ad incrementare la salute e la mira dei nemici, richiederanno al giocatore di completare un maggior numero di obiettivi.

### Missioni
Le missioni principali sono:
- Edificio dataDayne: Questa missione vedrà il giocatore infiltrarsi nell'edificio della dataDyne allo scopo di salvare un'intelligenza artificiale chiamata Dottor Carroll.
- Villa Carrington: Allo scopo di recuperare il dr. Carroll, la dataDyne ha attaccato la villa dove vive Daniel Carrington; il giocatore dovrà eliminare i nemici che hanno invaso la dimora e salvare Carrington prima che sia troppo tardi
- Chicago: In questa missione il giocatore dovrà accedere furtivamente all'edificio dove si terrà un incontro tra il capo della dataDyne e altri cospiratori che mirano a rapire il presidente degli Stati Uniti.
- Area 51: Prima di raggiungere il presidente, Joanna dovrà infiltrarsi nell'Area 51 e salvare Elvis, un potente alleato di Carrington che è stato rapito a seguito dell'abbattimento della sua navetta.
- Air Force One: Questa missione vedrà Joanna travestirsi da hostess per imbarcarsi sull'Air Force One e avvertire il presidente del complotto alla sua persona.
- Pelagic II: La dataDyne riesce a rubare uno speciale sottomarino in grado di raggiungere un'astronave Skedar precipitata in mare millenni prima.
- Istituto Carrington: Gli Skedar assaltano l'Istituto Carrington e riescono a rapire Joanna.
- Astronave Skedar: Sola e disarmata all'interno dell'astronave Skedar, Joanna si ritrova a dover combattere contro gli alieni per permettere a Elvis di raggiungerla e arrivare in suo soccorso
- Rovine Skedar: Elvis convince Joanna a tentare un attacco al pianeta natale degli Skedar, così da annientarli una volta per tutti e porre fine alla loro minaccia.

Le quattro missioni speciali, sbloccabili completando l'addestramento e la modalità storia ai tre livelli di difficoltà, sono:
- La vendetta di Mr. Blonde: In questa missione il giocatore impersona uno Skedar con fattezze umane incaricato di arrestare Cassandra DeVries.
- S.O.S. Maian: In questa missione il giocatore impersona Elvis all'interno dell'Area 51; l'alieno dovrà farsi strada all'interno della base segreta per mandare un segnale di posizione a Daniel Carrington.
- Guerra!: In questa missione il giocatore impersona uno dei Maian che stanno attaccando il pianeta natale degli Skedar.
- Il duello: Una missione di addestramento che richiederà al giocatore di affrontare tre nemici diversi

### Multigiocatore
Nel gioco sono presenti tre modalità multigiocatore; Cooperativa, Tutti contro tutti e il Simulatore di lotta. Il rifacimento per Xbox 360 aggiunge la possibilità di giocare le modalità multigiocatore online.
La cooperativa permette a due giocatori di completare assieme le missioni principali del gioco. Il secondo giocatore controllerà un agente dell'Istituto Carrington chiamato Velvet Dark. È possibile giocare a questa modalità singolarmente e il personaggio di Velvet sarà controllato dall'intelligenza artificiale.
Tutti contro tutti permette di giocatore le missioni della modalità storia con un altro giocatore. Uno dei due impersonerà Joanna e dovrà completare la missione regolarmente, l'altro giocatore impersonerà invece uno dei nemici e avrà lo scopo di impedire a Joanna di completare la missione. L'energia del nemico sarà inferiore a quella del giocatore principale, ma in compenso potrà rinascere un numero illimitato di volte.
Simulatore di lotta permette ai giocatori di sfidarsi in una serie di mappe create appositamente per il multigiocatore. I giocatori potranno scegliere tra diverse modalità di gioco e personalizzare la partita decidendo quale personaggio utilizzare, la durata della partita, le armi a disposizione e se aggiungere altri personaggi controllati dall'intelligenza artificiale. Il simulatore di lotta presenta inoltre una serie di sfide che aumentano gradualmente di difficoltà e che richiederanno al giocatore di vincere nelle varie modalità del simulatore di lotta contro personaggi controllati dall'intelligenza artificiale seguendo regole prestabilite; queste sfide possono essere completate in singolo o in multigiocatore.

## Serie

### Videogiochi
Nello stesso anno di uscita di Perfect Dark fu pubblicato un gioco omonimo per Game Boy Color ambientato pochi mesi prima  del gioco per Nintendo 64. Nel 2005 Rare ha pubblicato per Xbox 360 un altro prequel, Perfect Dark Zero, ambientato tre anni prima di Perfect Dark. Nel 2010 Perfect Dark è stato nuovamente pubblicato per Xbox 360 con una risoluzione più alta e la possibilità di giocare la modalità multigiocatore online e nel 2015 è stato incluso nella compilation Rare Replay per Xbox One.
Dopo l'uscita di Perfect Dark Zero Rare iniziò lo sviluppo di un nuovo gioco di Perfect Dark. Il gioco avrebbe avuto un tono più maturo, e la stessa Joanna Dark sarebbe stata molto più fredda e spietata, e la trama avrebbe dovuto vertere sul ritorno degli Skedar e sui viaggi nel tempo. Il gioco fu accantonato nel 2009 a seguito della riorganizzazione della compagnia.
Ai The Games Awards 2020 viene svelato un reboot della serie dal titolo omonimo Perfect Dark, questa volta sviluppato dai The Initiative, sussidiaria degli Xbox Game Studios e da Crystal Dynamics creatrice della serie Tomb Raider.

### Letteratura
Per promuovere l'uscita di Perfect Dark Zero, lo scrittore Greg Rucka ha scritto due romanzi che seguono la storia di Joanna dopo Perfect Dark Zero, Perfect Dark: Initial Vector e Perfect Dark: Second Front, mentre Eric Trautmann, che aveva collaborato alla stesura dei due romanzi di Rucka, ha sceneggiato il fumetto Janus' Tears, che si colloca temporalmente tra i due romanzi.